# Feuilleea coriacea
Feuilleea coriacea là một loài thực vật có hoa trong họ Cucurbitaceae. Loài này được (Pers.) Kuntze mô tả khoa học đầu tiên năm 1891.